# Oliver P. Aro
Oliver P. Aro (ur. 10 października 1961 w Pagadian) – filipiński duchowny katolicki. Superior Tokelau od 2011.

## Życiorys
Święcenia kapłańskie otrzymał 2 stycznia 1997 roku jako członek Towarzystwa Misyjnego Filipin (MSP). W dniu 6 maja 2011 roku papież Benedykt XVI mianował go Superiorem Tokelau.